# Premiera (film)
Premiera (ang. Opening night) – amerykański film  z 1977 roku w reżyserii Johna Cassavetesa, który jest także autorem scenariusza. Główne role odegrali Gena Rowlands, Ben Gazzara, Joan Blondell, Paul Stewart, Zohra Lampert oraz sam Cassavetes.

## Opis fabuły
Broadwayowa aktorka Myrtle Gordon jest w trakcie prób do swojej najnowszej sztuki o kobiecie, która nie jest w stanie pogodzić się w faktem, że się starzeje. Kiedy na oczach aktorki ginie jej fanka, kobieta staje naprzeciw chaosu, który panuje w jej życiu osobistym oraz zawodowym.

## Obsada
- Gena Rowlands jako Myrtle Gordon
- Ben Gazzara jako Manny Victor
- Joan Blondell jako Sarah Goode
- Paul Stewart jako David Samuels
- Zohra Lampert jako Dorothy Victor
- John Cassavetes jako Maurice Aarons
- Laura Johnson jako Nancy Stein

## Wejście do kin
Podobnie jak w przypadku swoich wcześniejszych filmów, Cassavetes walczył o to, aby Premiera była dystrybuowana w Ameryce.  Po kilku pokazach przedpremierowych, film miał swoją premierę 25.12.1977 w teatrze Fox Wilshire w Los Angeles.  Sale jednak świeciły pustkami i w lutym film został zdjęty z ekranów. Pokazy w Nowym Jorku w marcu tego samego roku spotkały się z  równie chłodnym przyjęciem.  Film zainteresował amerykańskiego dystrybutora dopiero w 1991 roku, 2 lata po śmierci reżysera.
Premiera była filmem otwarcia 28. MFF w Berlinie, gdzie startowała w konkursie głównym. Gena Rowlands zdobyła na tym festiwalu Srebrnego Niedźwiedzia dla najlepszej aktorki.

## Reakcja widzów
W Ameryce film został mocno skrytykowany. Po pokazie prasowym tygodnik Variety napisał: ‘Powinno się zadać pytania: czy więcej niż tylko garstka widzów jest zainteresowana zamiarami reżysera? czy publiczność nie zobaczyła już wystarczająco dużo postaci Cassavetesa? Ten reżyser robił takie filmy już wcześniej i niewiele osób było nimi zainteresowanych.” Podczas pokazów w Nowym Jorku w prasie ukazało się zaledwie kilka nieistotnych recenzji.
W Europie film został cieplej przyjęty, a jego reputacja z czasem rosła. Na portalu Rotten Tomatoes Premiera ma 95% „świeżych” ocen. Recenzenci zgodnie przyznają, że „Premiera jest tak głęboka i ciężka, jak można by się tego spodziewać po Johnie Cassavetesie, ale nawet przeciwnicy reżysera nie będą mogli odmówić siły kreacji aktorskiej Geny Rowlands.”
Krytyk filmowy Dan Schneider tak opisał strukturę narracyjną filmu:
„Wielu krytyków uważa ten film za portret alkoholiczki. Ale to nie alkohol stanowi problem bohaterki, podobnie jak nie jest nim nadmierne palenie. To są jedynie odskocznie od prawdziwej przyczyny, pchającej ją do autodestrukcji.  Zasługą Cassavetesa jako gawędziarza jest to, że do samego końca nie pozwala nam odkryć co dokładnie jest problemem Myrtle.  Poza jej ostatecznym wyjściem na prostą, nic nie wskazuje na to, aby bohaterka uchroniła się przed konsekwencjami.  Tego rodzaju otwarte zakończenie łączy Cassavetesa z bardziej kontrowersyjnymi europejskimi reżyserami  ostatnich czasów, którzy nieskrępowanie zostawiali widza bez jasnego zakończenia, zmuszając go do rozmyśleń, nawet jeśli miałoby to być bolesne. ”

## Film w pop kulturze
Album zespołu The Hold Steady Stay positive wydany w 2008 roku jest pełen aluzji do filmu, czego najlepszym przykładem jest ostatnia piosenka z płyty – Slapped Actress. Z kolei album zespołu Savages Slince Yourself wydany w 2013 rozpoczyna się fragmentem dialogu zaczerpniętego z Premiery.
Pedro Almodóvar zapożyczył scenę wypadku z Premiery do swojego filmu pt. Wszystko o mojej matce. Scena ta stanowi u niego źródło konfliktu dramatycznego.